# 岸和田だんじり祭

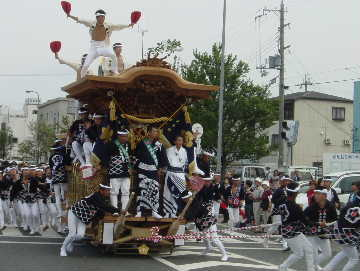
やりまわしの様子
（大阪臨海線大北町西交差点にて）

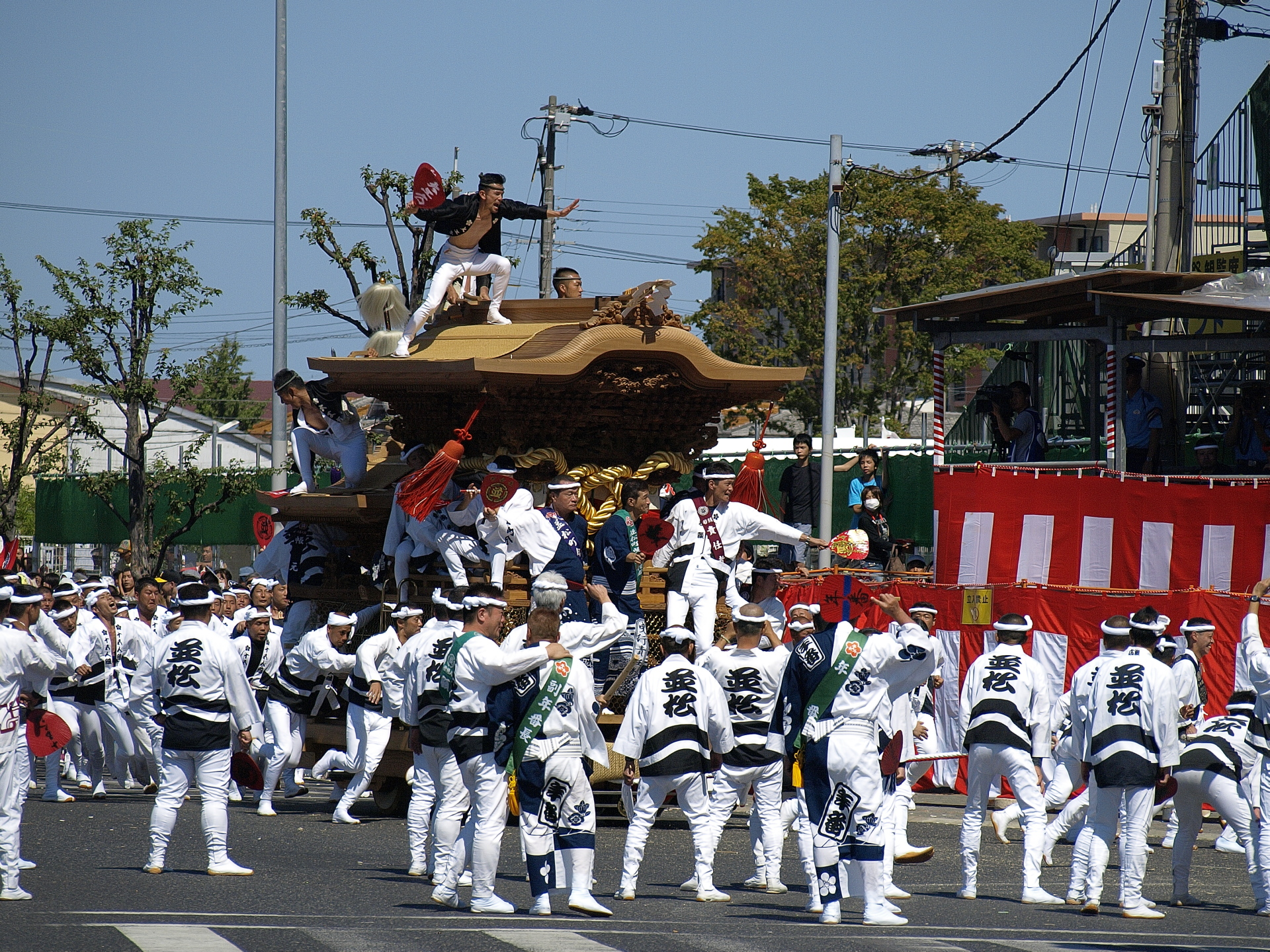
やりまわしの様子
（大阪臨海線岸和田港交差点にて）

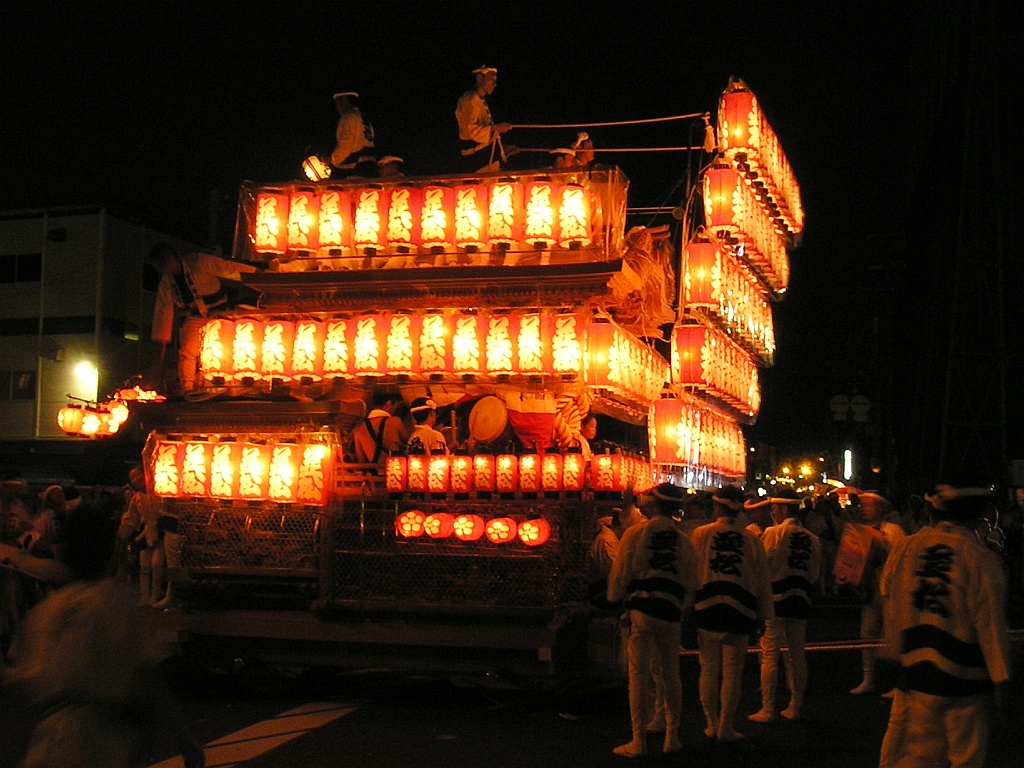
灯入れ曳行の様子
（大阪臨海線北町交差点にて）

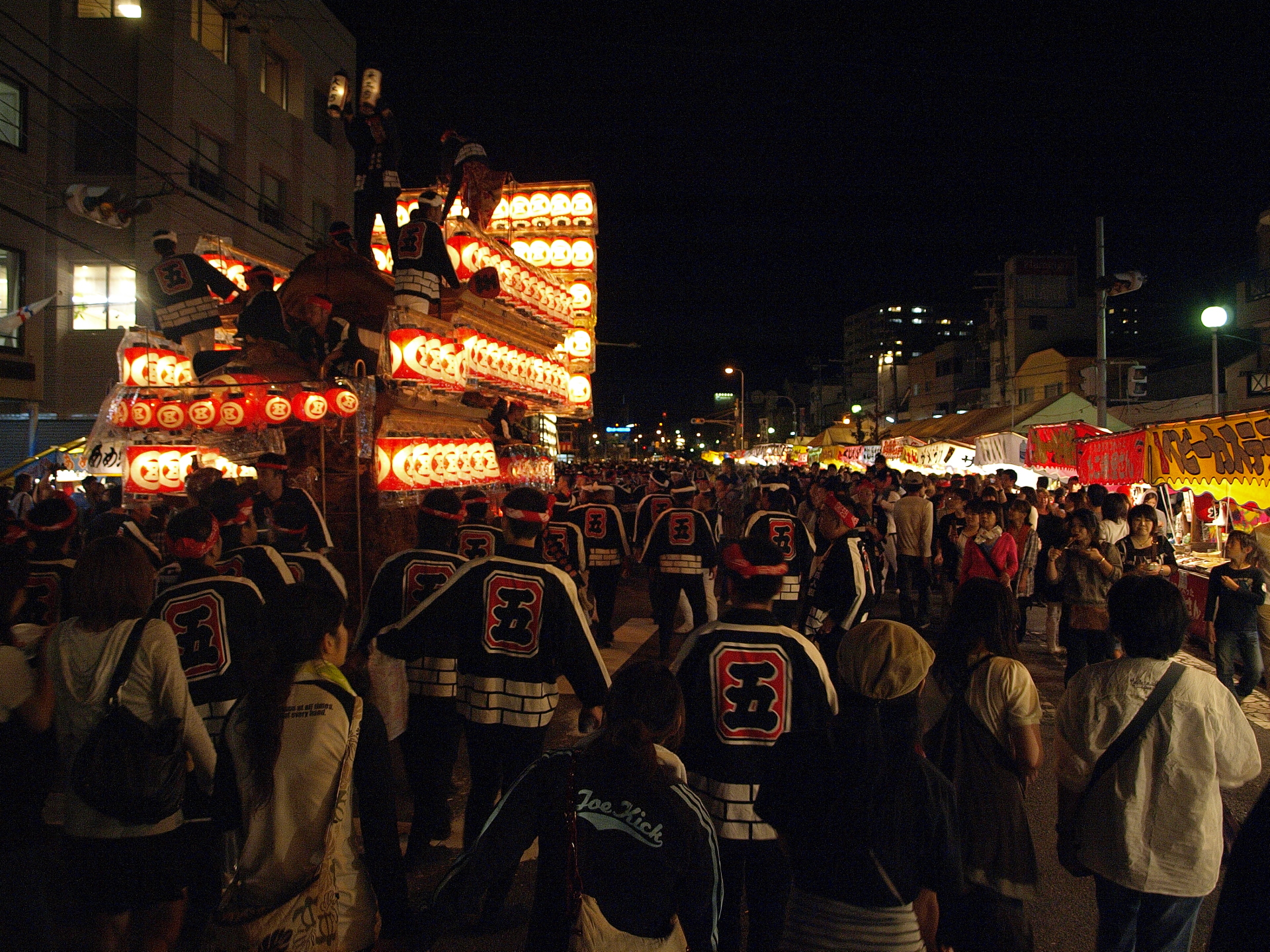
灯入れ曳行の様子
（岸和田港塔原線にて）

岸和田だんじり祭（きしわだだんじりまつり）は、大阪府岸和田市で行われる祭。岸和田祭、または、旧市の祭とも呼ばれる。関西各地で行なわれるだんじり祭のひとつであり、市内の岸城神社、岸和田天神宮、弥栄神社で宮入りが行われる。伝統行事としても知られる。

## 概要
岸和田市北西部、岸和田城下およびその周辺（旧市と呼ばれる地域）で毎年9月に行われる。
1745年（延享2年）に、北町の茶屋新右衛門が大坂の祭を見聞し、牛頭天王社（現・岸城神社）の祭（旧暦6月13日）に献灯提灯を掲げたいと藩主に願い出て許可されたのが始まりである。また、1703年（元禄16年）、当時の岸和田藩主であった岡部長泰が伏見稲荷大社を岸和田城三の丸に勧請し（→三の丸神社）、五穀豊穣を祈願して行った稲荷祭を始まりとする説がある。岸城神社では、疫病退散の祭として町方の人々が始めたのが起源としている。
速度に乗っただんじりを方向転換させる「やりまわし」が醍醐味で、曳行コースの曲がり角は大勢の観客であふれる。また、だんじりに施された精緻な彫刻も見所で、休憩時などの停止中に申し出れば見物を許可してくれることもある。
もとは関西の一地方の祭であったが、昭和の終わり頃から多くのメディアで紹介されるようになり、一気に全国区の祭となった。近年、だんじりを所有する町会がさらに増加しており、規模が拡大しつつある。同日開催の春木だんじり祭と合わせて南北3.5km、東西1kmの範囲で交通規制が敷かれる。これは南海本線春木駅-蛸地蔵駅間の4駅全てが含まれる規模である。2009年度の観客数は2日間で56万人。また全国区になる事での弊害も生じている。

## だんじり
曳行されるだんじり（地車）は総欅造り（黒檀等を装飾的に用いることもある）、前方に100mほどの1本の綱をつけ、500人程度で地元の町を疾走する。囃子を奏でる大小の和太鼓と鉦が備えられ、そこに篠笛が加わる。欅には女神が宿るなどと言われている。女性がだんじりに乗ることはできないが、女児はその限りではない。成人女性は曳き手として参加することは不可能であり、18歳程度で止めて、後は男性をサポートする立場にまわる者が圧倒的に多い。
近世の岸和田城下において城門を潜る必要性から独自の進化を遂げて行った岸和田型のだんじりを「下だんじり」、以前の形態を残した各種だんじりを「上だんじり」と呼び分けることもある。下だんじりは優美なシルエットと精緻な彫刻で人気を博し、岸和田市内や泉州地域以外にも広まりを見せている。現在は岸和田市、高石市、和泉市、忠岡町、貝塚市、熊取町、泉佐野市、田尻町で曳行されるだんじりは全て下だんじりとなっている。

## やりまわし
下だんじりの特徴である豪快な「やりまわし」は、曳き綱の付け根を持つ綱元（つなもと）がラインと速度を決め、屋根上の大工方（だいくがた）が指示を出し、台木後方に挿し込まれた後梃子（うしろてこ）を外側へ振って行う。その際、前内輪の前へ前梃子（まえてこ）を当て、様々な曲率に合わせた微調整をし、だんじりの平側に乗車するタカリまたはセミと呼ばれる役が、外側は降車し内側は増員するなどして遠心力に対応し、ブレーキ担当者が必要に応じてブレーキを踏む。
前梃子の担当は左右に1人ずつで、互いの呼吸を合わせることが重要であるため、親友又は従兄弟同士で務めるケースが多い。また、細心の注意を払う危険な役割であるため、禁酒している者も多い。後梃子の担当は20-30人で、後梃子から枝状に伸びた緞子（どんす）や梃子尻を持っている。大工方は主屋根に1人、後屋根に3人程が乗り、前方の進路を監視して団扇を使って（補正する方向の屋根の端を叩く）後梃子に指示を出す。狭い路地では小刻みに指示を出す必要がある。

## 町会
藩政期の町・村・字といった伝統的な地域紐帯に基く「町会」と呼ばれる組織がだんじりを所有し、曳行を行う。いわば祭礼の基礎となる単位で、このレベルでは行政や観光協会などの介入はほとんどない。単に町（ちょう）と呼ばれることも多い。
町会の中では、年齢に応じて「世話人」「若頭」「組」「青年團」などの祭礼団体が組織されている。その中から「曳行責任者」を選出し、町会長は全体の責任者たる「総括責任者」となる。「曳行責任者」は現場の最高責任者として「総括責任者」（町会長）とともに、2日間のだんじり曳行の重責を担う。不幸にして事故が起きたり死傷者が出たりした際、刑事責任を問われるのはこの「総括責任者」と「曳行責任者」である。行政の長である市長が責任を問われることはない。
- 世話人 - 祭りの運営を行う。
- 若頭 - おおむね壮年層で構成され、祭を取り仕切る。だんじりの様々な管理を担い、安全曳行のため足回りを中心に細心の注意を払う。前梃子（まえてこ）も若頭が担当する。
- 組 - 青年團を卒業した27,8歳以降の者で構成され、後梃子（うしろてこ）を担当する。拾人組、拾伍人組、弐拾人組、弐拾伍人組、参拾人組など町によって名称が異なる。
- 大工方 - だんじりの最上部で団扇を持ち舞いを舞うほか、進路の発見・調整を行う。上記「組」の一員である場合がほとんどである。
- 青年團 - 16-27,8歳の若者で構成される。綱を曳く「綱先」「綱中」「綱元」と、だんじりに乗って太鼓や鉦、笛を鳴らす「鳴物」に大別できる。綱を持つのを卒業すると「追い役」となり、曳き手を統率したり前方の安全確認などを行う。團長も「追い役」のひとりである。
- 少年団・子供会 - 15歳くらいまでの少年少女で構成される。青年団のさらに前方の安全な場所でだんじりを曳く。
- 婦人会 - 各種サポートを行ったりするが、直接曳行にはかかわらない。

## 年番・各種運営組織
上記の町会が22町ある祭礼地区内を統括的に運営する必要があり、その代表的な運営組織となるのが「岸和田地車祭禮年番」（きしわだだんじりさいれいねんばん）で、この年番制度は200年以上続いている。毎年9月1日に岸和田市立浪切ホールにおいて「三郷の寄合」を行い、その席で祭の重要事項を決定する。
「三郷」（さんごう）と呼ばれる「中央地区」「浜地区」「天神地区」の3地区から各1町が輪番制で本年番3町となり、本年番3町から各2名、それ以外の19町から各1名が年番に選出され、このうち本年番3町の各1名が年番長（1名）と副年番長（2名）を務める。また、翌年の本年番3町から各1名が年番補佐に選出され、合計28名体制で運営されている。
だんじりの曳行コースは、もともと紀州街道や昭和大通の往復がメインだったが、だんじり同士がすれちがう際に喧嘩等のトラブルが多発していた。昭和中期頃にすれちがいを無くすために曳行コースの一方通行化が実施され、必然的に周回型の曳行コースになると、やりまわしを醍醐味とする祭に変化していった。それに伴って、観客数も増加の一途をたどるようになり、加えて自動車の増加による交通規制の問題なども深刻化するようになった。以降、年番の強化拡大を図ると共に、より安全で円滑な運営を目指して様々な組織が結成され、「祭礼町会連合会」「曳行責任者協議会」「若頭責任者協議会」「若頭連絡協議会」「後梃子協議会」「千亀利連合青年団」といった組織ができた。
これらの自主的な運営組織の他に、観客の誘導や犯罪の取り締まりに関しては警察の協力があり、観光案内などを行うボランティアもみられる。

## 日程
- 試験曳き ： 9月第1日曜日（ただし、第1日曜日が9月1日の場合は「三郷の寄合」と重なってしまうため9月第2日曜日の9月8日に変更となる）・宵宮前日の金曜日
- 宵宮（宵祭） ： 本宮前日の土曜日
- 本宮（本祭） ： 敬老の日前日の日曜日

だんじりは牛頭天王社の祭（旧暦6月13日）と八幡社の祭（旧暦8月13日）の両日で曳かれていたが、後者の日程に一本化された経緯がある。明治に入り、牛頭天王社と八幡社を合祀して岸城神社と改称し、1876年に新暦9月15日が例祭日になった。
1966年に9月15日が敬老の日となったが、2003年のハッピーマンデー制度導入に伴い、2004年、2005年は再び平日となった。学生やサラリーマンなどの曳き手が不足して曳行に支障が出ることを踏まえ、2006年から本宮の日程は敬老の日（9月第3月曜日）前日の日曜日に変更されている。
2009年は本宮が彼岸の入り（20日）と重なり、一時は日程の変更も取り沙汰された。これは「仏教的行事である彼岸にだんじりは相応しくない」という意見が出たためであったが、最終的に予定通り開催された。

## 祭礼町会
- 中央地区
  - 南町、本町、堺町、北町、五軒屋町、宮本町、上町、南上町
- 浜地区
  - 中町、大工町、中之濱町、紙屋町、大手町、中北町、大北町
- 天神地区
  - 沼町、筋海町、並松町、下野町、春木南、藤井町、別所町

なお、本来の「三郷」は、城下建設後の岸和田における町方（岸和田町）、浜方（岸和田浜町）、村方（岸和田村）の3つの地区を指す呼称であり、以下の通りに分かれる。括弧内はだんじりを所有しない町。
- 町方 - 岸和田城下にあたり、紀州街道が通っている。寛文期の城下拡張の際にもと沼村領内にできた新屋敷である並松町を除き「五町」とも称される。
  - 南町、本町、堺町、（魚屋町）、北町
- 浜方 - 城下建設により分断されたもと岸和田村の浜側にあたり、「浜七町」とも称される。中町は海に面しておらず本町とともに町曲輪の内に位置するが浜方庄屋である高井氏の居住地であり浜村の行政中心地である。
  - 中町、大工町、中之濱町、紙屋町、大手町、中北町、大北町
- 村方 - 城下と浜町を分離した後の岸和田村にあたる。もと岸和田村の氏神社が城内に取り込まれた経緯から、宮入り（城入り）は村方から行う。ただし、南上町は新規参入の為くじ引き。
  - 五軒屋町、宮本町、（野田町）、上町、南上町、（岸城町）

上記の他は、沼村、野村、藤井村、別所村（→沼野村）、春木村の一部といった岸和田近郷の村および城下の並松町となり、現在は天神地区と称している。

## 氏神社
- 岸城神社 - 中央地区と浜地区
  - 宮入順は宮一番・宮本町、宮二番・上町、宮三番・五軒屋町は固定、他はくじ引き。
- 岸和田天神宮 - 天神地区（春木南を除く）
  - 宮入順は天一番・沼町、天二番・筋海町は固定、他はくじ引き。
- 弥栄神社 - 春木南
  - 番外一番・春木南の宮入が春木地区の宮入に先立って行われる。

## 祭の特徴
1日目（宵宮）の朝6時、市役所から流れるミュージックサイレンを合図に各町のだんじりが大阪臨海線岸和田港交差点（通称「カンカン場」。岸和田カンカンベイサイドモール前）を目指して一斉に出発する「曳き出し」で幕を開ける。午後1時からは岸和田駅前にてパレードが行われる。
2日目（本宮）の午前7時から弥栄神社、午前9時30分から岸城神社、午前10時から岸和田天神宮で「宮入り」が行われる。なかでも、かつて「城入り」と呼ばれた岸城神社の宮入りでは、岸和田城北大手門跡（岸和田本町交差点）からこなから坂を一気に駆け上がっての豪快な「やりまわし」が行われ、祭のハイライトのひとつとなっている。なお、岸城神社の宮入りを終えただんじりは岸和田城東大手門跡（城見橋交差点）から城を出る。
宵宮は午後7時から10時頃まで本宮は午後7時30分頃か11時頃までの間は「灯入れ曳行」（ひいれえいこう）が行われる。約200個の赤い駒提灯に照らされただんじりが老若男女問わず楽しめるよう歩行曳行され、昼間の「動」に対し、雅やかな「静」を演出する。
比較的道幅が狭い紀州街道には、年番本部前の交差点（通称「小門」「貝源」）、堺口門跡・内町門跡の枡形（通称「S字」）といった「やりまわし」の見せ場がある。テレビ番組でよく放送される、だんじりが家屋を破壊する映像は大抵がこれらの箇所で撮影されたものである。
パレード、夜間の灯入れ曳行では全町岸和田駅前へ上がるが、基本的に紀州街道と大阪臨海線の間を周回する。この基本となる周回コース内は、宵宮のパレード後と本宮の午後においては事実上立ち入りが不可能になるほどの観客数に達する。そのため、紀州街道から浜手への移動が菊右衛門橋 - 欄干橋間において規制され、岸和田駅からの移動では大幅な迂回が求められる。だんじりはカンカン場の渋滞を避けて南北に分散することが多くなってくるので、紀州街道の南下（歴史的まちなみ保全地区をだんじりが通る）や浜地区の周回（やりまわし有）を見るなら蛸地蔵駅、大阪臨海線の北上（帰町せずここで休憩を取るだんじりが多い）を見るなら和泉大宮駅からの移動が早い。
主婦は直接に祭礼には関わらないが、特に本家の場合などは親戚・縁者が大勢押し寄せるため男性以上に忙しくなることがある。料理に関しては、ワタリガニやシャコを大量に湯がいたり、関東煮（おでん）を大量に作ったりする。

## 岸和田だんじり会館

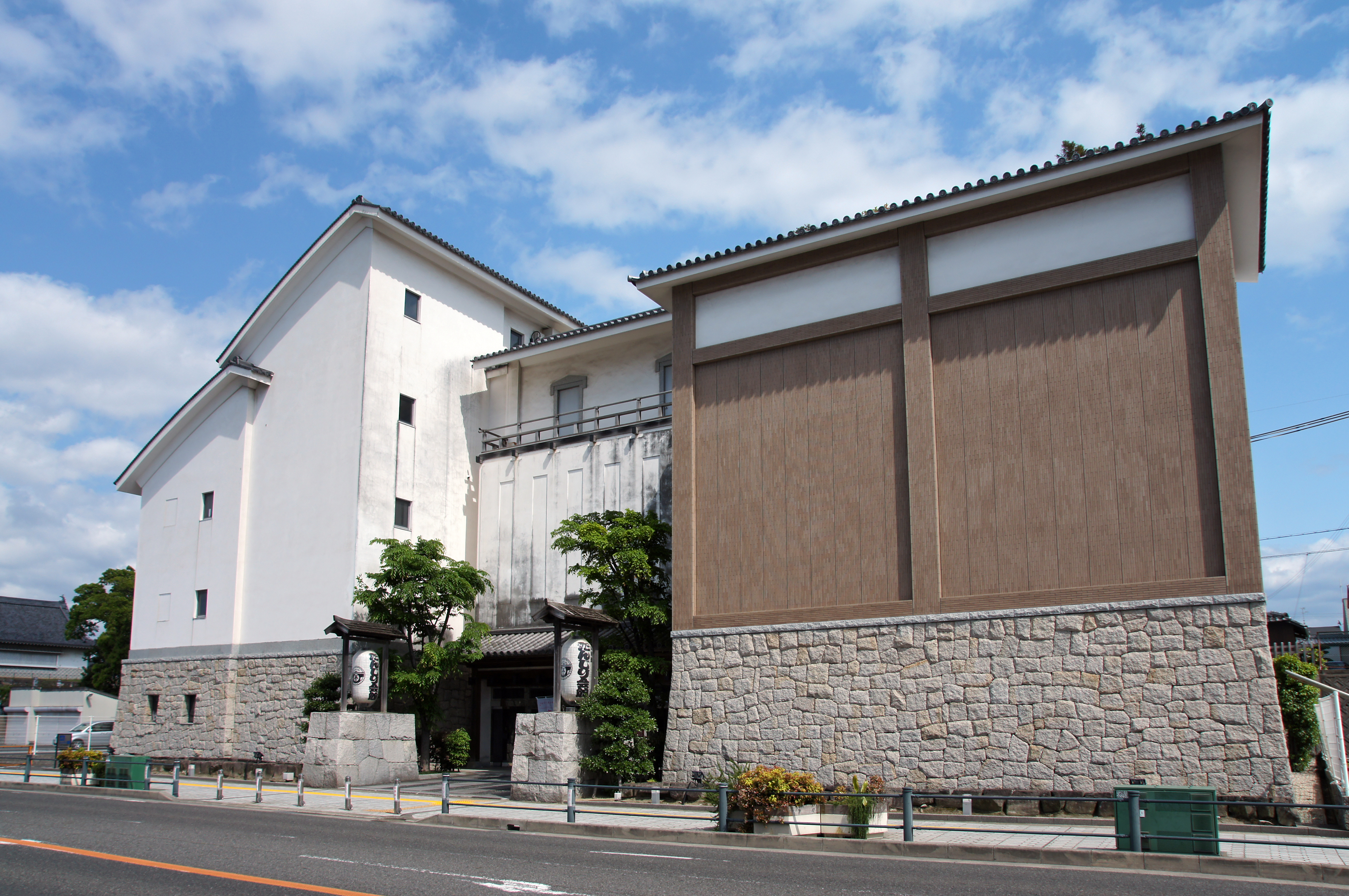
岸和田だんじり会館

岸和田城西大手門跡（岸城町交差点）の北側、岸和田城二の曲輪と町曲輪を隔てていた堀の埋立箇所に立地し、北側に岸和田市営駐車場が近接する。
紀州街道に沿ったかつての岸和田城下の街並を館内全体で再現しつつ、だんじりと祭に関する資料が豊富に展示してある。また、岸和田市内の他のだんじり祭（春木・東岸和田・南掃守・八木・山直・山直南・山滝）も取り扱っている。
- 展示内容
  - 大型マルチスクリーンによる「だんじり祭ハイライト上映」。
  - 江戸から明治にかけてのだんじりの実物を展示。
  - だんじりの頂上目線で撮影された3D映像。偏光メガネをかけて鑑賞する。
  - 江戸時代からの各種資料・だんじりの彫り物などの展示。
- アクセス
  - 岸和田駅より徒歩10分
  - 蛸地蔵駅より徒歩8分

## 祭を巡る出来事

### 事故など
大勢で勢いよく山車を走らせる都合上、曲がり角を巧く曲がりきれず、だんじりが横転したり、家屋や電柱などに接触して毎年のように破損事故を起こすことで知られる。また、大変有名な祭であることから大阪府内のみならず、近畿全域、全国各地、海外からも多数の見物客が訪れるため、見物客が接触事故に巻き込まれて怪我をすることも多く、死亡者を出すことも少なくない。実際、岸和田だんじりを含む関西各地のだんじりを通して2023年現在において直近10年間で10人の死者を出しており、単純平均すれば毎年1人は死亡者が出ていることになる。中でも岸和田はだんじりの本場であることから特に過激であり、地元でも賛否がある。

### 桟敷席の返金問題
2018年の開催分について、だんじりがカーブする名所である『カンカン場』付近に、有料の桟敷席が設置される予定だったが、運営会社の大阪文庫は、台風21号の影響で資材を確保できなかったとして設置を中止した。この桟敷席については、1,000 - 1万円程度で発売された模様だが、大阪文庫は返金に応じず、当初は10月以降に返金するとしていたが、その後同社は閉鎖され、電話も通じなくなっている模様である。岸和田市には苦情の電話が殺到しており、大阪府警察も情報収集を進めている。